# Armand Donon
Pour les articles homonymes, voir Donon (homonymie).
Armand Donon, né le 14 avril 1818 à Pontoise et mort le 11 avril 1902 à Neuilly-sur-Seine, est un banquier français.

## Biographie
Né à Pontoise le 14 avril 1818, Pierre-Armand Donon est le fils de Marie-Caroline-Armande Morand et de Pierre-Amédée Donon (1792-1880), marchand. Ce dernier est l'un des frères du banquier André Donon, dit Donon-Cadot (1786-1844), dont l'assassinat a un grand retentissement en 1844. Pendant sa jeunesse, Armand Donon est élève au collège Sainte-Barbe à Paris.
En 1845, Armand Donon est l'un des associés de la maison de banque Calon jeune et Cie. Peu de temps après le coup d'État du 2 décembre 1851, il s'associe à Maurice Aubry et à Jules Gautier (d) (fils de Jean-Élie Gautier), pour fonder la banque Donon, Aubry, Gautier et Cie, dont les statuts sont signés le 23 décembre.
Le 5 avril 1853, Armand Donon épouse Henriette-Félicité Staub, fille et héritière du riche tailleur Jean-Jacques Staub (d). Le couple a un fils, Jacques-Pierre Donon (1854-1913), et deux filles, Thérèse-Jeanne-Marie (1857-1897) et Jeanne-Mathilde-Elisabeth (1860-19[pas clair]). La première épousera en 1878 le baron Hippolyte-Louis-Maurice Amé de Saint-Didier et mourra en 1897 lors de l'incendie du Bazar de la Charité. La seconde épousera en 1881 le comte Geoffroy de Kergolay, fils de Louis-Gabriel-César de Kergorlay.
Armand Donon est le consul général de l'Empire ottoman à Paris entre 1853 et 1880, date à laquelle il est remplacé dans cette fonction par son fils Pierre. À ce titre, il a notamment été le commissaire de la Turquie aux expositions universelles de 1855 et de 1867. Avant 1868, il est nommé grand officier du Médjidié, ordre ottoman dans lequel il est promu grand-croix avant 1881.
En 1859, Donon participe à la fondation de la Société générale de crédit industriel et commercial. En 1863, la banque Donon, Aubry, Gautier et Cie donne naissance à la Société des dépôts et comptes courants, dont Donon préside le conseil d'administration. À partir de 1865, il est l'un des promoteurs des transactions par chèque.
Donon est un proche du duc de Morny. En 1859, les deux hommes et un troisième associé, le docteur Olliffe, médecin du duc, achètent des marais et terrains vagues situés à l'ouest de la Touques afin de fonder la station balnéaire de Deauville. À la mort du duc, en 1865, Donon est subrogé tuteur des enfants mineurs du frère naturel de Napoléon III.
Installé à Paris, au no 44 de la rue de la Victoire (à l'emplacement de la grande synagogue de Paris) après son mariage, puis au no 42 de l'avenue Gabriel, Donon est également implanté dans le département de l'Orne, où il préside la compagnie des chemins de fer de l'Orne et où il a acquis le domaine de Lonray, situé près d'Alençon. En 1865, il y crée un haras. Il est également maire de la commune de Lonrai entre 1868 et 1892.
Monarchiste de tendance libérale, Donon se rallie à la République dans le sillage d'Adolphe Thiers. C'est donc avec un programme de centre gauche qu'il se présente, dans l'Orne, lors des élections législatives complémentaires du 2 juillet 1871. Concurrencé auprès de l'électorat conservateur et modéré par le comte de Vigneral et par Charles des Moutis, il est battu par le républicain Charles Lherminier.
En janvier 1876, les républicains de l'Orne choisissent Donon pour remplacer Albert Christophle en tant que candidat au Sénat, aux côtés de deux députés du centre gauche, Jules Gévelot et Alphonse Grollier. Ce trio républicain est cependant battu au 3e tour de scrutin par les candidats monarchistes, La Sicotière, Poriquet et le comte de Flers.
À partir de 1877, et surtout entre 1880 et 1886, Donon entraîne la Société des dépôts et comptes courants dans plusieurs opérations hasardeuses et contraires aux statuts de la banque, notamment avec l'homme d'affaires Charles Blanchard et l'architecte Henri Blondel. Longtemps cachées au conseil d'administration, les pertes sont considérables. La situation est révélée en mars 1891, ce qui  provoque une panique des actionnaires. Ayant échappé à la faillite grâce à l'intervention de la Banque de France et du ministre des Finances, la société est mise en liquidation le 7 avril 1891. Arrêté et poursuivi, à l'instar du directeur Gautier et de l'administrateur Poisson, Donon est condamné le 22 juillet 1893 à six mois de prison et 3 000 francs d'amende pour distribution de dividendes fictifs. Le 12 mars 1894, il est radié de l'ordre national de la Légion d'honneur, perdant ainsi  le titre de chevalier qui lui avait été attribué le 7 février 1855.
Armand Donon meurt le 11 avril 1902 en son domicile du no 12 du boulevard Maillot à Neuilly-sur-Seine. Il est inhumé trois jours plus tard au cimetière du Père-Lachaise (50e division).